# Euphyia monoliata
Euphyia monoliata là một loài bướm đêm trong họ Geometridae.